# Hospital de Las Piedras
El Hospital de Las Piedras Dr. Alfonso Espínola UE. 062 es un hospital público uruguayo. Está ubicado en la calle Espinola y Ferreira Aldunate, Las Piedras, Uruguay.
Tiene servicios médicos esenciales y de emergencia. Se constituye en un polo de derivación quirúrgica en el área traumatologica, siendo referencia a nivel local. 
El director del hospital es Gustavo Varela y el subdirector, Jorge Ruiz.
El 10 de febrero de 2021 se inauguró un centro de tratamiento intensivo en el hospital para reforzar la atención por la pandemia originada por el COVID-19.